# آرزان
آرزان (به فرانسوی: Arzens) یک کمون در فرانسه است که در canton of Montréal واقع شده‌است. آرزان ۲۱٫۱۱ کیلومتر مربع مساحت دارد ۱۸۱ متر بالاتر از سطح دریا واقع شده‌است.

## خواهرخوانده
شهرهای هاتنهایم و التویله آن در راین خواهرخوانده‌های آرزان هستند.